# Schansspringen op de Olympische Winterspelen 1984
Schansspringen is een van de sporten die beoefend werden tijdens de Olympische Winterspelen 1984 in Sarajevo.

## Heren

### Normale schans 70 m
| rang   | sporter(s)        | land | sprong 1 (m) | sprong 2 (m) | totaal (ptn) |
| ------ | ----------------- | ---- | ------------ | ------------ | ------------ |
| Goud   | Jens Weißflog     | GDR  | 90.0         | 87.0         | 215.2        |
| Zilver | Matti Nykänen     | FIN  | 91.0         | 84.0         | 214.0        |
| Brons  | Jari Puikkonen    | FIN  | 81.5         | 91.5         | 212.8        |
| 4      | Stefan Stannarius | GDR  | 84.0         | 89.5         | 211.1        |
| 5      | Rolf Åge Berg     | NOR  | 86.0         | 86.5         | 208.5        |
| 6      | Andreas Felder    | AUT  | 84.0         | 87.0         | 205.6        |
| 7      | Piotr Fijas       | POL  | 87.0         | 88.0         | 204.5        |
| 8      | Vegard Opaas      | NOR  | 86.0         | 87.0         | 203.8        |

### Grote schans 90 m
| rang   | sporter(s)        | land | sprong 1 (m) | sprong 2 (m) | totaal (ptn) |
| ------ | ----------------- | ---- | ------------ | ------------ | ------------ |
| Goud   | Matti Nykänen     | FIN  | 116.0        | 111.0        | 231.2        |
| Zilver | Jens Weißflog     | GDR  | 107.0        | 107.5        | 213.7        |
| Brons  | Pavel Ploc        | TCH  | 103.5        | 109.0        | 202.9        |
| 4      | Jeffrey Hastings  | USA  | 102.5        | 107.0        | 201.2        |
| 5      | Jari Puikkonen    | FIN  | 103.5        | 102.0        | 196.6        |
| 6      | Armin Kogler      | AUT  | 106.0        | 99.5         | 195.6        |
| 7      | Andreas Bauer     | FRG  | 105.0        | 100.5        | 194.6        |
| 8      | Vladimír Podzimek | TCH  | 98.5         | 108.0        | 194.5        |

## Medaillespiegel
| rang | land              | goud | zilver | brons | totaal |
| ---- | ----------------- | ---- | ------ | ----- | ------ |
| 1    | Finland           | 1    | 1      | 1     | 3      |
| 2    | DDR               | 1    | 1      | 0     | 2      |
| 3    | Tsjecho-Slowakije | 0    | 0      | 1     | 1      |
|      |                   | 2    | 2      | 2     | 6      |